# 卡通渲染

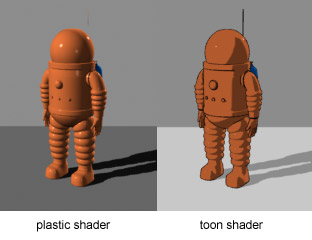
上图是对在丁丁历险记之月球探险中的太空服使用了基础卡通渲染着色器和边缘探测后的效果对比，左为塑料质感渲染，右为卡通渲染。

卡通渲染（英語：Toon Shading）是一种非真实感绘制（NPR），旨在使电脑生成的图像呈现出手绘般的效果。为了使图像可以与漫画或者卡通达到形似的效果，专业人员通常使用卡通渲染着色器进行处理。卡通渲染是在大约21世纪初期，作为计算机图形学的副产物出现的新技术，并且主要应用于电子游戏中；然而，它可以呈现出如手绘动画一样简洁明瞭的效果。
卡通渲染又稱赛璐珞渲染（Cel-shading），Cel一词来自常用于传统动画的材料賽璐珞。

## 渲染过程
卡通渲染过程从一个普通的3D模型开始。与常规渲染不同的是，卡通渲染的光照效果是经过去真实感处理的。常规光源（明暗间有平滑过渡）的取值被逐一像素计算并投射到一小片独立的明暗区域上，以产生卡通式的单调色彩。
生成“黑线勾边”效果和轮廓线条可以用多种方法。常用方法之一是先渲染出比物体略大的黑色的边线，之后关闭背面探测（Backface culling，用于剔除物件背面不需渲染部分的功能），将朝后的面被用黑色绘制出来。为了扩大轮廓，这些背面会多次以线框模型绘制，且每次都有微小的改变。另一种方法是，背面先以固实方式渲染，并且其顶点均由顶点着色器沿着其顶点法线进行转译。在绘制边线后，重启背面探测来绘制物体的明暗和附属材质。最后，由于场景中的背面比正面所处位置更深远，图像会由深度缓冲组合。最终我们看到的就是，物件拥有黑色的勾边以及内部的轮廓线条。普遍的观点认为，这种用在动画和游戏上使用的“勾边”效果就是卡通渲染，但是实际上，卡通渲染指的是这种渲染方式，而无关是否拥有勾边效果。
下图是使用卡通渲染处理后的犹他茶壶：
1. 用粗线条绘制背侧
2. 用基础材质绘制物件
3. 渲染

第2、3步可以通过复数材质处理结合为一步（参考材质贴图）。
还有一种勾边方法使用了平面图像处理技术。首先，场景被卡通渲染至屏幕大小的颜色纹理：
然后，场景的深度和空间表面法线信息被渲染至屏幕大小的颜色纹理：
之后对法线和深度纹理使用查找边缘滤镜（例如索贝尔算子），可以生成边缘纹理。位于边缘的像素纹理为黑色，其他的为白色：
最后，边缘纹理和颜色纹理结合起来，生成最终渲染图：

## 图库
- 这是用卡通渲染所呈现出来的，在一个無限深方形阱中的一个機率幅的两个等值曲面。

## 應用
卡通渲染在互动媒体方面首次亮相于2000年发表在Sega Dreamcast上的游戏《Jet Set Radio》，此外，在2002年发表的《薩爾達傳說 風之律動》亦是本技术应用的范例。如今，相当数量的游戏都应用了卡通渲染技术，包括一些限制级的游戏，例如《英雄不再》。

### 电子游戏
- 使用卡通渲染技术的电子游戏列表（英语：List of cel-shaded video games）

### 商业广告

#### 北美洲
- Fruity Pebbles（英语：Fruity Pebbles） Bowling for Fruity Pebbles (2000 promotional ad)
- Mr. Clean（英语：Mr. Clean） (2002 ad's)
- McDonald's (Sesame Street 2005 sponsorship ad on PBS Kids（英语：PBS Kids）)
- Neopets Virtual Prize Code (Betty Crocker Canada Fruit-Flavored Snacks 2006 promotional ad on YTV)
- AREVA（英语：AREVA） (2006 promotional ad)
- HSBC HSBCdirect.com (2007 promotional ad)
- BP Connect（英语：BP） A Little Better (2007 ad's)
- Boogie（英语：Boogie (video game)） (2008 promotional ad)
- Scion xD（英语：Scion xD） Little Deviants (2008 ad's)
- Lunchables（英语：Lunchables） Pizza & Chicken Dunks with The Lunchables Brigade (2008 ad's)
- Dodge Journey（英语：Dodge Journey） (2009 ad's)
- Pillow Pets（英语：Pillow Pets） Brush Pets (2013 promotional ad)
- Nick Jr. ID's by Steve Speer
- Commit Mint Lozenges ad's
- Hewlett Packard ad's
- Pampers Kandoo (Flushable Toilet Wipes, Foaming Handsoap, Foaming Shampoo & Body Wash ad's)
- Luvs（英语：Luvs） (Bear Hug Stretch & Heavy Doody Blowout Protection ad's)
- Lego Exo-Force（英语：Lego Exo-Force）
- Bratz Kidz（英语：Bratz Kidz）
- Skechers (KEWL Breeze, Z-Strap, Caligear, Bird 33 & Elastika)
- McCain's Zwak Punch
- Sola/Nero/Vena/Olera/Zonte Sparkling Wine
- Toyo Tires（英语：Toyo Tire & Rubber Company） Versado LX All-Season Touring Tires (OK Tire promotional ad)

#### 欧洲
- Télétoon（法语：Télétoon+） ID's & ad's (Smart Planet)
- Piwi（法语：Piwi+） ID's & ad's (Happy Planet)
- L'Oréal Couleur Expert ad's

#### 亚洲
- KIA CARNIVAL II（朝鲜语：기아 카니발） with Dooley and his Friends（朝鲜语：아기공룡 둘리）
- Post Korea（英语：Post Consumer Brands） Fruity Rice & Coco Balls with Dooley and his Friends（朝鲜语：아기공룡 둘리）
- リルぷりっ ゆびぷるひめチェン!（日语：リルぷりっ#アーケードゲーム）
- リルぷりっDS ひめチェン!アップルピンク（日语：リルぷりっ#ゲーム）

### 电视

#### 日本电视
- 鋼彈系列（機動戰士，宇宙戰艦）
  - 機動戰士GUNDAM SEED
  - SD鋼彈FORCE
  - 機動戰士GUNDAM SEED DESTINY
  - 機動戰士鋼彈00
  - 機動戰士鋼彈UC
- 偶像宣言（第三季）
- 妳是主人我是僕（車輛）
- 死亡筆記本（車輛）
- 頭文字D系列（車輛）
  - 頭文字D Fourth Stage
  - 頭文字D Fifth Stage
  - 頭文字D Final Stage
- 灣岸競速（車輛）
- 涼宮春日的憂鬱（公路，宇宙戰艦）
- K-ON！輕音部（車輛、樂器）
- 絶体絶命でんぢゃらすじーさん（日语：絶体絶命でんぢゃらすじーさん）
- 索斯機械獸系列（機獸）
  - 機獸新世紀ZOIDS
  - 機獸新世紀ZERO
  - 索斯機械獸V
- The World of GOLDEN EGGS（日语：The World of GOLDEN EGGS）
- 變形金剛：超能連結（變形金剛）
- 戰鬥妖精雪風（战斗机）
- 強襲魔女（機械化航空步兵、涅洛伊、軍艦）
- 星之卡比（卡比等）
- 絕望先生
- FREEDOM-PROJECT
- 決鬥大師
- 農大菌物語（细菌）
- 星の海のアムリ（日语：星の海のアムリ）
- ペネロペ（日语：ペネロペ (絵本)）
- .hack//G.U. TRILOGY（日语：.hack//G.U. TRILOGY）
- ケシカスくん（日语：ケシカスくん）
- 企鵝找麻煩
- 变身！公主偶像
- 星光少女
  - 星光少女 極光之夢
  - 星光少女 美夢成真
  - 星光少女 彩虹舞台
  - 星光少女 群星閃耀
- 星光樂園
  - 偶像時間星光樂園
- 星光頻道
- 星光魔法
- 遊戲王系列（一些怪物）
  - 游戏王5D's
  - 遊戲王ZEXAL
  - 遊戲王ARC-V
  - 遊戲王VRAINS
  - 遊戲王SEVENS
- 寶可夢系列（全部）
  - 神奇寶貝超世代
  - 神奇寶貝 鑽石&珍珠
  - 神奇寶貝超級願望
  - 神奇寶貝XY
  - 精靈寶可夢 太陽&月亮
  - 寶可夢 旅途
- Aikatsu！偶像活動！
  - 偶像活動！
  - 偶像活動Stars！
  - 偶像活動Friends！
  - 偶像活動 on Parade！
  - 偶像活動Planet！
- 妖怪手錶系列（ED舞）
  - 妖怪手表
  - 妖怪手表！
  - 妖怪手錶♪
- 團地友夫
- PSYCHO-PASS（車輛、運輸機、統治者、雄蜂）
- 黃金拼圖（車輛）
- 名偵探柯南（車輛）
- 我不受歡迎，怎麼想都是你們的錯！（車輛）
- 偶像學園
- 宇宙戰艦大和號2199（宇宙戰艦，战斗机，AU09／分析者）
- 我的朋友很少（車輛）
- 翠星上的加爾岡緹亞（船隻，機動兵器，戰艦，人型機）
- AKB0048
- 蒼藍鋼鐵戰艦 -ARS NOVA-（全部）
- 發現、體驗、最喜歡！巧虎（动漫部分）
- ONE PIECE（千陽號）
- 光之美少女系列（在「FRESH」之后用于ED舞）
  - FRESH光之美少女！
  - Heartcatch 光之美少女！
  - Suite 光之美少女♪
  - Smile 光之美少女！
  - DokiDoki! 光之美少女
  - Happiness Charge 光之美少女！
  - Go！Princess 光之美少女
  - 魔法使 光之美少女！
  - KiraKira☆光之美少女 A La Mode
  - HUG! 光之美少女
  - Star☆Twinkle 光之美少女
  - Healin' Good ♥ 光之美少女
  - Tropical-Rouge！光之美少女
  - Delicious Party ♡ 光之美少女
  - 開闊天空！光之美少女
  - 美妙宠物 光之美少女
- gdgd妖精s
- Love Live!系列
  - Love Live!
  - Love Live! Sunshine!!
  - Love Live! 虹咲學園學園偶像同好會
  - Love Live! Superstar!!
- 美少女戰士Crystal（第1 ～ 2季）
- コチンPa!（日语：アイラちゃん）
- 魔法少女?なりあ☆がーるず（日语：魔法少女?なりあ☆がーるず）
- 3年D班玻璃假面
- BanG Dream!（第2 ～ 3季）
- でびどる！（日语：アイラちゃん）
- 目隱都市的演繹者（諸多原因[來源請求]的TV版第九話片頭；BD版修正）
- 銀河騎士傳（全部）
- 妄想探索社（全部）
- 綠林女兒羅妮婭
- NO GAME NO LIFE 遊戲人生（第十一話片頭）
- ALDNOAH.ZERO（甲冑騎士、其他兵器）
- 白銀的意志 ARGEVOLLEN（Trail Krieger）
- RAIL WARS! -日本國有鐵道公安隊-（列車）
- 結城友奈是勇者（部分戰鬥畫面，Vertex）
- 白箱（載具）
- 艦隊收藏（戰鬥畫面）
- 正確的卡多
- Wake Up, Girls！新章（跳舞畫面）

#### 海外电视
- 芝麻街（全部）
- 辛普森一家（全部）
- 智能星球推进（法语：Télétoon+）
- 乃出個未來（全部）
- 蓋酷家庭（全部）
- 海綿寶寶（全部）
- 智慧星球前沿（法语：Télétoon+）
- Molly, Star-Racer（法语：Ōban, Star-Racers）
- 快乐星球的世界（法语：Piwi+）
- 百变Boo!
- 快乐星球历险记（法语：Piwi+）
- 龍隱俠（英语：Dragon Booster）
- 小愛因斯坦（全部）
- Ōban Star-Racers 奧本星車手（法语：Ōban, Star-Racers）（全部）
- 萬能阿曼
- 美少女突击队（朝鲜语：크리스탈요정 지스쿼드）
- D咖邪惡聯盟（英语：League of Super Evil）
- Bunny Maloney（法语：Bunny Maloney）
- 極速戰輪（英语：Hot Wheels Battle Force 5）
- 變形金剛：領袖之證
- J'apprends la langue des signes avec Bali（法语：Bali (série télévisée d'animation)）
- 斯拉格精靈
- 幻变精灵之蛋糕甜心（英语：Vary Peri）
- 小公主蘇菲亞
- 超限獵兵-凱能（全部）
- RWBY
- 凯特与米米兔（英语：Kate & Mim-Mim）
- 旋風戰車隊
- 深海探秘（英语：The Deep (TV series)）
- 皇家趣學院（義大利語：Regal Academy）
- 艾蓮娜公主
- 無限可能：假如…？

### 电影

#### 日本电影
- 攻殼機動隊2 INNOCENCE
- 蘋果核戰
- 福音戰士新劇場版（福音戰士、宇宙戰艦）
- 和諧Harmony
- 光之美少女系列 All Stars（在「FRESH」之后用于OP和ED舞）
  - 光之美少女 All Stars DX 大家都是朋友☆奇蹟的全員大集合！
  - 光之美少女 All Stars DX2 希望之光☆守護彩虹寶石！
  - 光之美少女 All Stars DX3 傳達到未來！連結世界☆彩虹之花！
  - 光之美少女 All Stars New Stage 未來的朋友
  - 光之美少女 All Stars New Stage2 心之朋友
  - 光之美少女 All Stars New Stage3 永遠的朋友
  - 光之美少女 All Stars 春之嘉年華♪
  - 光之美少女 All Stars 大家歌唱吧♪奇跡的魔法！
  - 光之美少女 Dream Stars!
  - 光之美少女 Super Stars!
  - HUG！光之美少女♡光之美少女 All Stars Memories
  - 光之美少女 Miracle Universe
  - 光之美少女 Miracle Leap 與大家不可思議的一天
  - 光之美少女 All Stars F
- 航海王3D：追逐草帽大冒險
- K-ON!（車輛、樂器）
- 樂園追放 -Expelled from Paradise-
- 蒼藍鋼鐵戰艦 -ARS NOVA- DC（全部）
- 宣告黎明的露之歌
- 未來的未來（全部）
- 乘浪之約
- 龍與雀斑公主

#### 海外电影
- 鹿兄鼠弟（英语：The Adventures of Rocky and Bullwinkle (film)）
- Scary Godmother: Halloween Spooktacular（英语：Scary Godmother: Halloween Spooktacular）
- Hot Wheels: World Race（英语：Hot Wheels: World Race）
- Rescue Heroes: The Movie（英语：Rescue Heroes: The Movie）
- Scary Godmother: The Revenge of Jimmy（英语：Scary Godmother: The Revenge of Jimmy）
- 湯姆貓與傑利鼠